# Paromalus irregularis
Paromalus irregularis är en skalbaggsart som beskrevs av Schmidt 1896. Paromalus irregularis ingår i släktet Paromalus och familjen stumpbaggar. Inga underarter finns listade i Catalogue of Life.